# Myrmica helleri
Myrmica helleri är en myrart som beskrevs av Hugo Viehmeyer 1922. Myrmica helleri ingår i släktet rödmyror, och familjen myror. Inga underarter finns listade i Catalogue of Life.